# Alsodes australis
Alsodes australis là một loài ếch thuộc họ Leptodactylidae. Loài này có ở Argentina và Chile. Môi trường sống tự nhiên của chúng là rừng cận Nam cực, rừng ôn đới, và sông ngòi.